# David Sime
David Sime (Estados Unidos, 25 de julio de 1936-12 de enero de 2016) fue un atleta estadounidense, especializado en la prueba de 100 m en la que llegó a ser subcampeón olímpico en 1960.

## Carrera deportiva
En los JJ. OO. de Roma 1960 ganó la medalla de plata en los 100 metros, con un tiempo de 10.2 segundos, tras el alemán Armin Hary (también con 10.2 s) y por delante del británico Peter Radford (bronce con 10.3 s).